# ألكسيس إيغيا
ألكسيس إيغيا (بالإسبانية: Alexis Egea)‏ هو لاعب كرة قدم إسباني في مركز الدفاع، ولد في 25 ديسمبر 1987 في لقنت في إسبانيا. لعب مع Torrellano Illice CF ‏.

## وصلات خارجية
- ألكسيس إيغيا على موقع قاعدة بيانات كرة القدم.إي يو (الإنجليزية)
- ألكسيس إيغيا على موقع Soccerway.com (الإنجليزية)